# Медико-биологический факультет Российского национального исследовательского медицинского университета имени Н. И. Пирогова
Медико-биологический факультет Российского национального исследовательского медицинского университета имени Н. И. Пирогова — первое в СССР и России высшее учебное заведение в области биомедицины. Основан в 1963 году. В соответствии с потребностями стремительно развивающейся медико-биологической науки и новыми вызовами для здоровья человека, появившимися с расширением среды его обитания (космические полёты, глубоководные экспедиции и др.), появлением новых вирусных и бактериальных заболеваний, новых химических соединений и материалов, заставивших по-новому подходить к вопросам биобезопасности, диагностики и лечения человека.
Основателями факультета являются: академик РАН В. В. Парин, академики РАМН Ю. М. Лопухин, Ю. Ф. Исаков, П. В. Сергеев, профессор М. Ф. Меркулов, Э. М. Коган, М. Г. Сироткина. В 1963 году обучение началось на двух отделениях биофизики и биохимии по специальностям «Биофизика» и «Биохимия». В 1973 году открылось третье отделение — медицинская кибернетика, основателем которого был академик МАИ, профессор С. А. Гаспарян. В этом же году на МБФ по инициативе Рэма Викторовича Петрова создана первая в стране кафедра иммунологии, которой он руководил до 1994 года.
Сегодня на факультете проводится обучение по следующим направлениям подготовки (специальностям).
Выпускники получают две квалификации, уровень высшего медицинского образования, в дипломах выпускников записано «врач», и специалитет:
- 30.05.01 «Медицинская биохимия»; диплом «врач-биохимик»;
- 30.05.02 «Медицинская биофизика»; диплом «врач-биофизик»;
- 30.05.03 «Медицинская кибернетика»; диплом «врач-кибернетик»;
- 33.05.01 «Фармация».

Уровень высшего образования бакалавриат:
- 06.03.01 «Биология», профиль «Биомедицина».

В настоящее время на факультете занимается более 800 студентов. В составе факультета работают 19 кафедр.
Учёба различается в зависимости от отделения, но в целом делится на начальный этап обучения и старшие курсы.  На начальных курсах студенты углубленно изучают естественнонаучные дисциплины и базовые медицинские дисциплины, общие для медицинского образования предметов, которые в дальнейшем им необходимы для врача-исследователя —  высшая математика, физика, медицинская электроника, органическая химия, неорганическая химия и физическая химия, коллоидная химия,  общая  биология, зоология,  теория эволюции, морфология человека (анатомия, цитология, эмбриологиясравнительная анатомия), гистология, физиология, общая патология, микробиология, фармакологию, и другие медицинские дисциплины, а  также латинский и иностранный языки (английский, французский, немецкий), философия, правоведение, экономическая теория, физическая культура.   На старших курсах студенты изучают медицину и  практические навыки по медицинским специальностям топографическая анатомия, патологическая анатомия и патологическая физиология, молекулярная фармакология, медицинская биохимия, молекулярная биология, иммунология, генетика, генетика человека, медицинская генетика,  общая  хирургия,  частная хирургия, экспериментальная хирургия, экстремальная хирургия,   внутренние болезни, общая терапия, педиатрия, неврология, психология, нейролучевая диагностика,   космическая медицина,  гигиена и эпидемиология, организация оказания медицинской помощи при чрезвычайных ситуациях. Клинические кафедры располагаются в основных медицинских учреждениях  Департамента здравоохранения города Москвы на соответствующих профилю клинических базах РНИМУ.
После первого года обучения проводится летняя биологическая практика на базе отдыха РНИМУ "Конаково" на побережье живописного Иваньковского водохранилища на Волге рядом с деревней Плоски, Конаковского района, Тверской области.
На старших курсах студенты проводят практику в клиниках и научно-исследовательских институтах. В ходе учёбы знания проверяются не только на экзаменационных сессиях, но  и в ходе семестра. Это различные тестовые задания, коллоквиумы, семинары, лабораторные работы.
На последнем году обучения студенты посвящают основное время преддипломной специализации и готовят дипломную работу по специальности, которую защищают.
Врач-кибернетик получает не только медицинское, но и кибернетическое образование, изучая теоретические основы кибернетики, физиологическую и клиническую кибернетику, системный анализ и основы проектирования медицинских информационных систем. Биоинформатика — дополнительно к знаниям в области медицинской кибернетики и информатики добавляется обучение анализу NGS и OMICS данных, клинической биоинформатики, системной биологии, компьютерному конструированию лекарств, языку программирования R и методам машинного обучения, работе в Unix, алгоритмам биоинформатики с решением задач на языке программирования Python . Медицинская кибернетика динамично развивающаяся специальность, находится на стыке информатики, физики, биологии и медицины. Врачи-кибернетики занимаются разработкой и внедрением медицинских информационных технологий, системным анализом и математической статистикой в медицинских и научных организациях .
Врач-биофизик изучает физические и физико-химические основы нормальных и патологических процессов,  изучает новые методы лечения заболеваний; выявления физических и физико-химических параметров, которые можно использовать для объективной диагностики функционального состояния организма; изучает механизмы действия физических факторов (ионизирующей радиации, света, ультразвука и т.д.) на организм и развитие патологических процессов. Врачи-биофизики занимаются созданием и развитием новых технологий диагностики и лечения заболеваний. Врачи-биофизики работают в клиниках, научно-исследовательских институтах, специализированных лабораториях, в медицинских и фармацевтических компаниях и на заводах по производству медицинского оборудования .
Врач-биохимик  изучает молекулярные механизмы развития болезней человека и  новые методы  диагностики и лечения на основе полученных данных 
Многие выпускники МБФ  продолжают обучение в ординатуре или выбирают академическую карьеру и поступают в аспирантуру.

## Здания
Здание в стиле неорусского модерна по адресу Большая Пироговская улица № 9 А (здания составляют строение 1 и строение 2),  возвели в период с 1911 по 1912 годы как Дом Городских начальных училищ. Заказчиком выступили власти Москвы. Автором здания является архитектор Анатолий Александрович Остроградский. Медико-биологический факультет размещается в этом здании с 1963 года. В  здании факультета располагаются:  кафедра биологии, кафедра экспериментальной и теоретической физики (ЭТФ), кафедра экспериментальной и теоретической химии (ЭТХ), кафедра молекулярной фармакологии и радиобиологии. Ранее здесь размещались также Деканат МБФ (в настоящее время находится в главном здании РНИМУ на Островитянова), библиотека В.А. Сомова, кафедра высшей математики и кафедра биохимии. В строении 2 находилась кафедра морфологии МБФ, ныне Кафедра пластической и реконструктивной хирургии, косметологии и клеточных технологий РНИМУ.
Здание в переулке Хользунова № 7 — бывший Анатомический театр Московских Высших Женских Курсов (1907, архитектор Соколов А.Н.)  c 1918 Медицинского Факультета 2-го Московского Государственного Университета, с 1930 Анатомический корпус 2-го Московского Государственного Медицинского Института, с 1963 Анатомический корпус и кафедра биохимии МБФ
Здание на Малой Пироговской  улице № 1 А  строение 3 — бывший Аудиторный корпус Московских Высших Женских Курсов (1912 году, архитектор С.И. Соловьев, надстроено в 1936 году архитектор Н. И. Транквилицкий), c 1918 Медицинский Факультет 2-го Московского Государственного Университета, с 1930 Главный корпус  и с 1963 Учебный Корпус 2-го Московского Медицинского Института, где обучаются студенты МБФ (Кафедры Биохимии, Биофизики, Экспериментальной и Теоретической Химии), в 1981 был организован и с 1984 находился Научно-исследовательский институт физико-химической медицины ныне ФГБУ «Федеральный научно-клинический центр физико-химической медицины ФМБА России» имени академика Ю.М. Лопухина
Перед зданием установлен памятник Н. И. Пирогову (1960, скульптор В. И. Гордон)

## Деканы факультета
1963—1964 гг. — Меркулов Михаил Филиппович — профессор кафедры фармакологии 2-го МОЛГМИ.
1964—1965 гг. — Коган Эммануил Маркович — гистолог, профессор, директор научно-исследовательской лаборатории 2-го МОЛГМИ им. Н. И. Пирогова.
1965—1966 гг. — Лаврентьев Вячеслав Валерьевич, доктор физико-математических наук, профессор.
1966—1967 гг. — Сидоренко Геннадий Иванович — гигиенист, академик АМН СССР.
1967—1974 гг. — Сергеев Павел Васильевич — фармаколог, академик РАМН, профессор.
1974—1976 гг. — Гаспарян Сурен Ашотович — академик МАИ, профессор, основатель и заведующий первой в медицинском образовании кафедрой медицинской и биологической кибернетики.
1976—1979 гг. — Романов Юрий Александрович — академик РАМН, профессор, заведующий кафедрой биологии МБФ.
1979—1985 гг. — Горшков Михаил Михайлович -доцент кафедры экспериментальной и теоретической физики МБФ.
1985—1990 гг. — Петров Владимир Александрович — выпускник первого выпуска биофизики МБФ (1969г) профессор кафедры биофизики РГМУ.
1990—1995 гг. — Акимов Владимир Николаевич — профессор, заведующий кафедрой высшей математики РГМУ.
1995—2013 гг. — Балякин Юрий Викторович — доктор медицинских наук, профессор,  заведующий кафедрой общей патологии.
2013—2016 гг. — Камкина Ольга Васильевна — профессор.
2016—2018 гг. — и. о. декана Шимановский Николай Львович — д.м.н., профессор, чл.-корр. РАН.
2018—настоящее время — Прохорчук Егор Борисович — д.б.н., профессор, заведующий лабораторией Геномики и эпигеномики позвоночных Федерального исследовательского центра "Фундаментальные основы биотехнологии" РАН.

## Известные выпускники
- Балякин, Юрий Викторович
- Грызунов, Юрий Анатольевич
- Камкин, Андрей Глебович
- Маршанский, Владимир Николаевич
- Преображенский, Александр Борисович
- Филатов, Олег Юрьевич
- Руденский, Александр Юрьевич
- Середенин Сергей Борисович
- Петров Владимир Александрович

## Известные преподаватели
Обучение производят знаменитые и заслуженные специалисты, многие из которых являются академиками и членами-корреспондентами российских и международных академий.
- Арчаков Александр Иванович (биохимия)
- Владимиров, Юрий Андреевич (биофизика)
- Гаспарян Сурен Ашотович
- Делоне, Наталья Львовна
- Ерохина, Людмила Григорьевна
- Иорданский, Николай Николаевич (биология)
- Киликовский, Валерий Вольфович
- Клебанов, Геннадий Иосифович
- Ковальчук, Леонид Васильевич
- Малиновский, Александр Александрович (генетика)
- Геодакян, Виген Артаваздович (физическая химия)
- Петров, Рэм Викторович (иммунология)
- Пинегин, Борис Владимирович
- Пылаев, Александр Сергеевич
- Сергеев Павел Васильевич
- Шимановский, Николай Львович
- Тверитинов, Валерий Николаевич
- Черняк, Леон Семенович (философия)
- Воронцов Николай Николаевич
- Ярыгин Владимир Никитич